# Vesterø Havn
Vesterø Havn (eller Vesterø) er en by på den danske ø Læsø i Kattegat. Byen har 346 indbyggere  (2024) og er beliggende i Læsø Kommune under Region Nordjylland. Vesterø Havn har både fiskeri- og lystbådehavn og udgør en del af Læsøs samlede vestkystbebyggelse.
Fra havnebyen er der færge til Frederikshavn i Vendsyssel.